# Липнишки (хутор, Ивьевский район)
Липнишки (бел. Лі́пнішкі) — хутор в Ивьевском районе Гродненской области Белоруссии. Входит в Липнишковский сельсовет.

## География

### Гидрография
Расположен на левом берегу реки Опита.

## История
В послевоенное время входил в колхоз «Авангард», в настоящее время в составе колхоза «Липнишки».

## Население

### Численность
- 2009 год — 8 жителей

### Динамика
- 1940 год — 14 дворов, 41 жителей
- 1970 год — 32 жителей
- 1999 год — 4 двора, 19 жителей
- 2009 год — 8 жителей (перепись населения)